# Cantone di Besançon-2
Il cantone di Besançon-2 è una divisione amministrativa francese dell'arrondissement di Besançon, situato nel dipartimento del Doubs nella regione della Borgogna-Franca Contea.
È stato costituito a seguito della riforma approvata con decreto del 25 febbraio 2014, che ha avuto attuazione dopo le elezioni dipartimentali del 2015.

## Composizione
Comprende parte della città di Besançon e gli 11 comuni di:
- Audeux
- Champagney
- Champvans-les-Moulins
- Chaucenne
- École-Valentin
- Mazerolles-le-Salin
- Noironte
- Pelousey
- Pirey
- Pouilley-les-Vignes
- Serre-les-Sapins